# Чехословакия
Чехословакия (на чешки: Československo; на словашки: Česko-Slovensko и (преди 1990) Československo) е бивша държава в Централна Европа.
Създадена е след Първата световна война. Съществува от 1918 до 1992 г. (по времето на Втората световна война е имала правителство в изгнание). Разделя се на Чехия и  Словакия от 1 януари 1993 г. Тогава държавата Чехословакия престава да съществува.

## Официални наименования
- 1918 – 1920: Чешко-словашка република[1] или Република Чехословакия (съкратено РЧС)
- 1920 – 1938: Чехословашка република
- 1938 – 1939: Втора Чешко-словашка република
- 1939 – 1945: Протекторат Бохемия и Моравия и Независима Словакия
- 1945 – 1948: Трета Чехословашка република
- 1960 – 1990: Чехословашка социалистическа република (ЧССР)
- 1990 – 1992: Чешка и Словашка федеративна република (ЧСФР)

## История

### Първа Чехословашка република (ЧСР), 1918 – 1938
Чехословакия е създадена през октомври 1918 година след края на Първата световна война върху земи от състава на бившата Австро-Унгария. Включва днешните територии на Чехия, Словакия и Закарпатската област в Украйна, които тогава са измежду най-индустриализираните австро-унгарски райони и нареждат страната сред най-развитите европейски държави. От създаването си до Втората световна война Чехословакия е демократична страна, но с много етнически проблеми. Те се дължат на факта, че втората и третата по големина етнически групи (германци и словаци) не са доволни от политическото господство на чехите, а освен това повечето германци и унгарци в Чехословакия никога не приемат създаването на новата държава.

### Втора чехословашка република, 1938 – 1939
Съществува само няколко месеца след Мюнхенското споразумение

### Протекторат Бохемия и МоравияиНезависима Словакия, 1939 – 1945
Преди Втората световна война Чехословакия се превръща в цел на Хитлер. След Мюнхенската конференция от 1938 година хитлеровите войски окупират граничните германски етнически райони в Бохемия и Моравия (Судетите), Унгария получава населени с унгарци части от Южна Словакия, а останалите територии на Словакия и областта Рутения (дн. Закарпатска област) получават статут на автономия. Чехословакия престава да съществува през март 1939 година, когато Хитлер окупира остатъка от Чехия и създава протекторат Бохемия и Моравия, а Словакия обявява независимост. По време на войната протекторатът се управлява пряко от Германия, а новообразуваната словашка държава е съюзник на Нацистка Германия. Словашките войски се бият на съветския фронт до лятото на 1944 г., когато се обръщат срещу правителството. Германските сили потушават този бунт след няколко месеца.

### Чехословашка социалистическа република (ЧССР), 1945 – 1990
След Втората световна война Чехословакия е възстановена, всички германци са изгонени от страната, а Закарпатска област е окупирана (и по-късно присъединена) от СССР към Съветска Украйна. 3 години по-късно Чехословашката комунистическа партия (ЧКП) взема властта (1948 – 1989) след парламентарни избори, в които комунистите излизат победители, и страната попада под влиянието на СССР. С изключение на кратък период в края на 1960-те години (т.нар. Пражка пролет) многопартийната система е доминирана от ЧКП. Наблюдава се икономическо изоставане в сравнение със страните от Западна Европа, но икономиката на страната е по-развита от тази на съседните държави от Източна Европа. В религиозно отношение атеизмът е официален в държавата. През 1969 година Чехословакия е преобразувана във федерация, състояща се от Чешка социалистическа република и Словашка социалистическа република. В новата федерация е установено социално и икономическо равенство между чешката и словашка част на държавата.

### Чешка и Словашка федеративна република(ЧСФР), 1990 – 1992
През 1989 страната става отново демократична след т.нар. „Нежна революция“. След краха на комунизма в Чехословакия започват дебати за промяна на официалното име на страната. Предлага се ЧССР отново да върне името си като Чехословашка република. През април 1990 година предложението е отхвърлено от словашките политици, тъй като според тях това наименование не отчита достатъчно тежестта на словашката държава във федерацията. Стига се до компромисния вариант Чешка и словашка федеративна република. През 1992 година парламентът на федерацията решава да раздели държавата на Чехия и Словакия, считано от 1 януари 1993 година.